# Caribbean Jazz Project
Das Caribbean Jazz Project ist ein Latin-Jazz-Bandprojekt von Dave Samuels, zu dessen Kern zunächst die Jazzmusiker Paquito D’Rivera und Andy Narell gehörten.
Das Projekt brachte der Vibraphonist und Marimbaspieler Dave Samuels 1993 für ein Konzert im Central Park Zoo in New York City  in 1993 zum ersten Mal zusammen; es bestand neben Samuels aus dem Steel-Drummer Andy Narell und dem Holzbläser Paquito d'Rivera. Gemeinsam mit weiteren Musikern wie dem Pianisten Dario Eskenazi, dem Bassisten Oscar Stagnaro und den Schlagzeugern Mark Walker oder Dafnis Prieto spielte das Projekt mehrere Alben ein, die nicht nur die Musik der Karibik vorstellen, sondern auch von der Musik südamerikanischer Länder und New Yorks im Stil der Dizzy-Gillespie-Ära beeinflusst sind. Das erste Live-Album Here and Now wurde (mit anderen Solisten wie dem Trompeter Diego Urcola und dem Congaspieler Roberto Quintero) 2005 veröffentlicht.
2003 wurde das Caribbean Jazz Project mit dem Grammy Award for Best Latin Jazz Album für das Album The Gathering ausgezeichnet, an dem Flötist Dave Valentin beteiligt war. Zudem wurde es in den Folgejahren für die Alben Birds of a Feather, Here and Now: Live in Concert und Afro Bop Alliance für den Grammy nominiert, wobei das letzte Album nicht mehr im Combo-, sondern im Bigband-Format vorliegt.

## Diskografie
- 1995: The Caribbean Jazz Project (In-Akustik)
- 1997: Caribbean Jazz Project: Island Stories (Heads Up)
- 2000: Caribbean Jazz Project: New Horizons (Concord)
- 2001: Paraiso (Concord)
- 2002: The Gathering (Concord)
- 2003: Birds of a Feather (Concord)
- 2005: Here and Now: Live in Concert (Concord)
- 2006: Mosaic (Concord)
- 2008: Afro Bop Alliance (Heads Up)